# Conliège
Conliège ist eine französische Gemeinde im Département Jura in der Region Bourgogne-Franche-Comté. Sie gehört zum Arrondissement Lons-le-Saunier. Die Bewohner des Ortes werden Conliègeois bzw. Conliègeoises genannt.

## Geographie
Conliège liegt südöstlich von Lons-le-Saunier und wird im westlichen Teil der Gemeinde vom Fluss Vallière in Süd-Nord-Richtung durchflossen. Nahezu parallel dazu verläuft die Départementsstraße D678 von Lons-le-Saunier nach Süden. 
Die Nachbargemeinden sind Briod im Nordosten, Publy im Südosten, Revigny im Süden, Montaigu im Westen und Perrigny im Nordwesten. 

## Geschichte
Das ursprüngliche Dorf lag etwas erhöht in Coldre, wo sich heute noch die Kirche Saint-Etienne befindet. Heute liegt das kleine Städtchen Conliège am Fuße dieses Hügels entlang der Vallière. Es hat sich schon früh von der Last des Feudalismus befreit und besteht seit dem 14. Jahrhundert als bürgerliche Gemeinde. Noch heute sind viele stolze Bürgerhäuser der alten Familien zu sehen. Hingegen waren viele Bauern, Weinbauern und einfache Leute nach Conliège zehntenpflichtig und trugen dadurch zum Wohlstand des Ortes bei. Seit dem 16. Jahrhundert entstanden eine große Zahl von Bürgerhäusern entlang der drei Hauptstraßen des Ortes, die dem Ort seine besondere Atmosphäre verleihen. Viele Häuser in eleganter Neugotik oder Klassizismus, wurden als eigentliche Weinbauernhäuser erbaut, mit geräumigen, teilweise unterirdischen Kellern, die den Reichtum des 16. Jahrhunderts noch erahnen lassen.  

### Bevölkerungsentwicklung
| Jahr                       | 1962 | 1968 | 1975 | 1982 | 1990 | 1999 | 2006 | 2008 | 2017 |
| -------------------------- | ---- | ---- | ---- | ---- | ---- | ---- | ---- | ---- | ---- |
| Einwohner                  | 899  | 938  | 847  | 779  | 752  | 731  | 715  | 711  | 668  |
| Quellen: Cassini und INSEE |      |      |      |      |      |      |      |      |      |

## Wirtschaft
Die Rebflächen in Conliège gehören zum Weinbaugebiet Jura.